# Орлов, Виталий Дмитриевич
Виталий Дмитриевич Орлов (15 апреля 1923, пос. Белые Берега — 2 сентября 2014, Старая Купавна) — полковник Советской Армии, участник Великой Отечественной войны, Герой Советского Союза (1945).

## Биография
Виталий Орлов родился 15 апреля 1923 года в посёлке Белые Берега под Брянском. С 1935 года жил у брата в посёлке Старая Купавна Московской области, окончил восемь классов школы и Реутовский аэроклуб. Весной 1941 года Орлов был призван на службу в Рабоче-крестьянскую Красную Армию. Окончил Качинскую военную авиационную школу лётчиков. С мая 1943 года — на фронтах Великой Отечественной войны.
К концу войны старший лейтенант Виталий Орлов командовал звеном истребителей 98-го отдельного корректировочно-разведывательного авиаполка. За время своего участия в войне он совершил 210 боевых вылетов на прикрытие действий разведчиков и корректировщиков, лично сбил 5 вражеских самолётов .
Указом Президиума Верховного Совета СССР от 31 мая 1945 года за «образцовое выполнение заданий командования, проявленное мужество и героизм» старший лейтенант Виталий Орлов был удостоен высокого звания Героя Советского Союза с вручением ордена Ленина и медали «Золотая Звезда» за номером 6778.
После окончания войны Орлов продолжил службу в Советской Армии. В 1949 году он окончил курсы усовершенствования офицерского состава, в 1957 году — Военно-воздушную академию. В 1965 году в звании полковника Орлов был уволен в запас. Проживал в Старой Купавне, скончался там же 2 сентября 2014 года на 92-м году жизни. Активно занимался общественной деятельностью.
Почётный гражданин Московской области, Ногинска и Старой Купавны. Также награждён двумя орденами Красного Знамени, орденами Отечественной войны 1-й степени и Красной Звезды, медалями «За боевые заслуги», «За освобождение Варшавы», «За взятие Берлина».